# Shawn Lalonde
Shawn Beauchamp-Lalonde (* 10. März 1990 in Ottawa, Ontario) ist ein kanadischer Eishockeyspieler, der seit Februar 2025 beim slowenischen Klub HK Olimpija Ljubljana aus der ICE Hockey League unter Vertrag steht und dort auf der Position des Verteidigers spielt. Zuvor bestritt Lalonde unter anderem über 200 Spiele in der American Hockey League (AHL) und war für die Eisbären Berlin, Kölner Haie sowie Nürnberg Ice Tigers in der Deutschen Eishockey Liga (DEL) aktiv.

## Karriere

### Nordamerika (2005–2013)
Aufgewachsen in Orleans, einem Vorort Ottawas, begann Lalonde in Navan bei den Cumberland Barons mit dem Eishockeysport. Im Alter von 16 Jahren wurde er im OHL Priority Draft in der ersten Runde von den Belleville Bulls ausgewählt. Gleich in seiner ersten Spielzeit wurde der Verteidiger punktbester Rookie, aufgrund seiner Leistungen wurde er unter anderem zusammen mit den späteren NHL-Spielern Jordan Eberle und Steven Stamkos in die U18-Nationalmannschaft Kanadas für das Ivan Hlinka Memorial Tournament berufen. Dort verpasste das Team aber den angestrebten Medaillengewinn. Es blieb Lalondes vorerst einziger Einsatz im Trikot Kanadas.
 In der darauffolgenden Saison bestätigte er seine konstant guten Leistungen. In den Play-offs war er im Gegensatz zum vorherigen Jahr einer der Führungsspieler seiner Mannschaft. Beim Memorial Cup 2008 konnte der Kanadier mit den Bulls den dritten Platz erreichen. Nach einer weiteren zufriedenstellenden Spielzeit, in denen die Play-offs erreicht wurden, war Lalonde in seiner vierten Saison in Belleville nach dem Abgang von P. K. Subban zu den Canadiens de Montréal der alleinige Führungsspieler in der Verteidigung. Allerdings fand das Team nicht zueinander und Lalonde beendete das Jahr mit einer -21 in der Plus/Minus-Wertung, obwohl er punktemäßig seine beste Saison absolvierte.

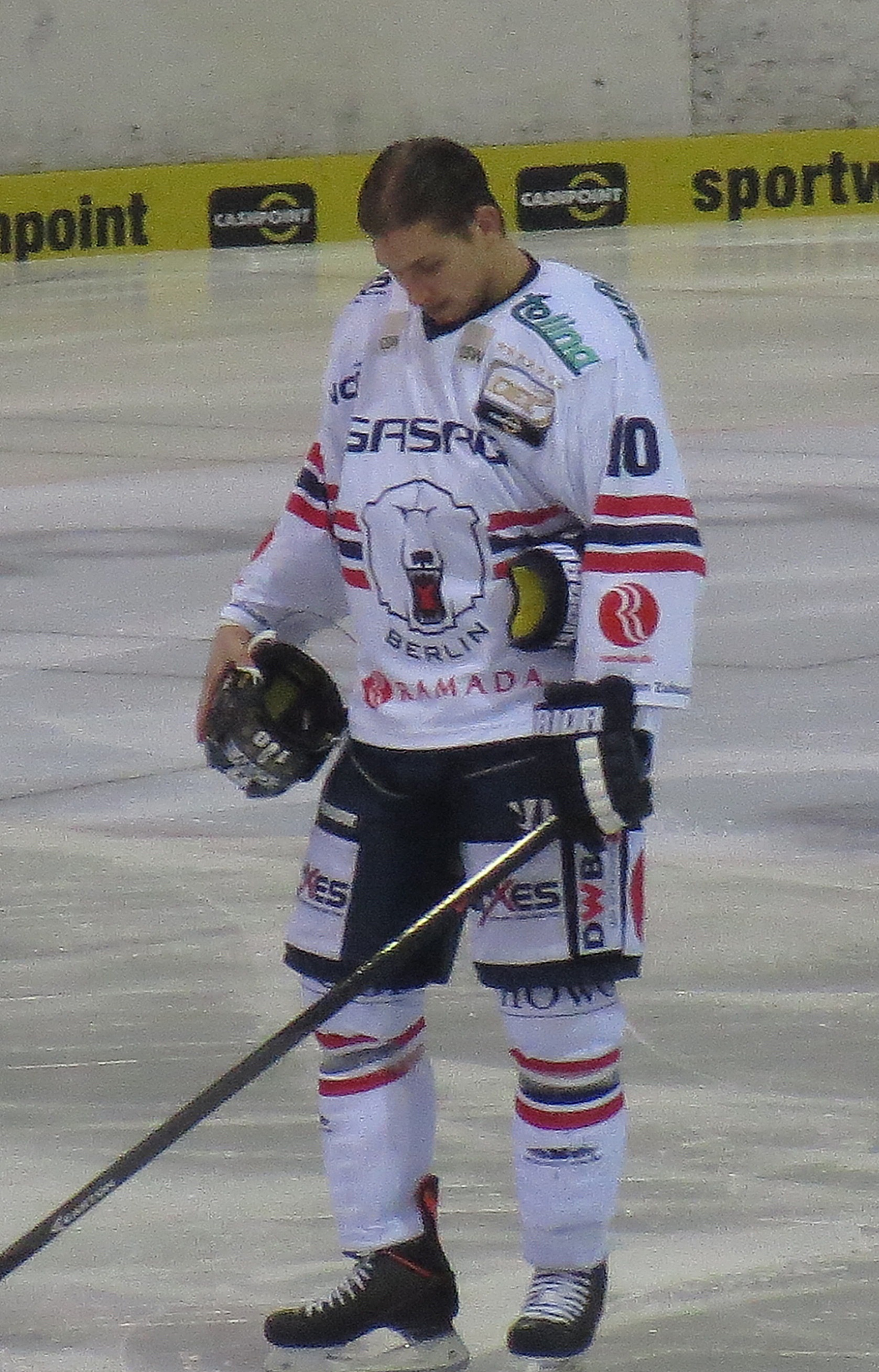
Lalonde im Trikot der Eisbären Berlin (2013)

Nachdem seine Mannschaft die Spielzeit bereits nach der Hauptrunde beendet hatte, unterzeichnete er einen Dreijahresvertrag bei der Organisation der Chicago Blackhawks und spielte den Rest der Saison bei deren AHL-Farmteam, den Rockford IceHogs. Das Franchise der Blackhawks hatte ihm im NHL Entry Draft 2008 in der dritten Runde an insgesamt 68. Stelle ausgewählt. Sein erstes Tor erzielte er beim 4:3-Sieg über die Peoria Rivermen. Nach dem Ausscheiden der IceHogs in den Play-offs nahm er am Trainingscamp der kanadischen U20-Nationalmannschaft für die Eishockey-Weltmeisterschaft der U20-Junioren 2010 teil. Letztendlich stand der Verteidiger aber nicht im endgültigen Kader.
Seine erste vollständige Saison in der American Hockey League bereitete ihm Probleme. Vor allem im Defensivbereich war der Kanadier fehleranfällig, woraus eine -16 in der Plus/Minus-Wertung resultierte. Vor allem gegen die erfahreneren, älteren Spieler wollte sich der damals 20-Jährige behaupten, so war er auch in vier Faustkämpfe verwickelt, die er aber größtenteils verlor. In der Folgesaison stabilisierte sich der Verteidiger im Defensivbereich, allerdings wurde so sein Offensivpotential negativ beeinflusst. Der Kanadier beendete die Hauptrunde mit nur 13 Punkte in 64 Spielen. In der Saison 2012/13 debütierte Lalonde für die Chicago Blackhawks in der NHL. Am 27. April 2013 wurde er bei der 1:3-Auswärtsniederlage gegen die St. Louis Blues aufgeboten. Der gelernte Verteidiger wurde dabei auch auf den Flügeln eingesetzt. Er war insgesamt 14:47 Minuten auf dem Eis, auch beim einzigen Treffer der Blackhawks durch Ben Smith stand Lalonde auf der Eisfläche. Es sollte sein vorerst letztes Spiel in der amerikanischen Eliteklasse bleiben.

### Europa (seit 2013)
Nachdem sein Vertrag bei der Organisation der Blackhawks ausgelaufen war, wechselte er für die Saison 2013/14 nach Europa und unterschrieb einen Einjahresvertrag bei den Eisbären Berlin, dem damals amtierenden Meister der Deutschen Eishockey Liga (DEL). Obwohl die Saison für seinen neuen Verein nicht sehr erfolgreich verlief, konnte Lalonde überzeugen und war mit 12 Toren in dieser Spielzeit einer der offensivstärksten Verteidiger der Liga.
Trotzdem kam es zu keiner Verlängerung seines Vertrages in Berlin, sondern, wie es sich schon im Laufe der Saison andeutete, wechselte Lalonde zur Saison 2014/15 in die höchste schwedische Eishockeyliga zum dortigen Spitzenclub Färjestad BK. Dort blieb er ebenfalls nur ein Jahr, bis Färjestad den Einzug in die Playoffs verpasste und im März 2015 bekanntgab, sich von ihm zu trennen. Im April 2015 wurde bekannt, dass der offensive Verteidiger für die Saison 2015/16 wieder in die DEL zu den Kölner Haien wechselt, bei welchen er einen Zweijahresvertrag unterschrieben hatte. In den beiden Spielzeiten 2015/16 und 2016/17 war er mit jeweils mehr als 30 erzielten Punkten, der offensiv erfolgreichste Verteidiger der Haie, so das 2017 sein Vertrag bis 2019 verlängert wurde. Am 27. Februar 2018 wurde Lalonde wegen disziplinarischen Gründen jedoch aus dem Kader der Kölner Haie gestrichen und seine Vertragsauflösung zum Saisonende bekanntgegeben. Kurz vor Saisonstart der DEL-Saison 2018/19 wurde Lalonde von den Nürnberg Ice Tigers aufgrund vieler verletzter Spieler verpflichtet.
In den folgenden zwei Jahren spielte er in der Kontinentalen Hockey-Liga (KHL) für Admiral Wladiwostok und Sewerstal Tscherepowez, ehe er im August 2021 zum österreichischen Klub Vienna Capitals wechselte. Ohne ein Spiel für die Wiener bestritten zu haben, schloss sich der Kanadier im Oktober desselben Jahres Porin Ässät aus der finnischen Liiga an. Nach einer Saison kehrte er im Sommer 2022 in die KHL zum belarussischen Teilnehmer HK Dinamo Minsk zurück, ehe er eine Spielzeit später in der slowakischen Extraliga beim HC Slovan Bratislava anheuerte. Dort spielte er bis Mitte Dezember 2023, bevor er nach 14 Einsätzen gemeinsam mit Chris Brown aus dem Vertrag entlassen wurde. Erst Mitte Februar 2024 fand der Kanadier im Ligarivalen HC Košice einen neuen Arbeitgeber bis zum Ende der Spielzeit, bevor er sich im Oktober desselben Jahres dem Ligakonkurrenten HC Nové Zámky anschloss. Nachdem der Abstieg des Klubs im Februar 2025 besiegelt war, wechselte Lalonde umgehend zum HK Olimpija Ljubljana aus der ICE Hockey League. Mit dem Klub gewann er am Saisonende die slowenische Meisterschaft.

## Spielweise
Lalonde ist ein beweglicher Verteidiger, der das körperbetonte Spiel bevorzugt. Er ist als mannschaftsdienlicher Akteur bekannt. Der Manager der Eisbären Berlin Peter John Lee sagte über ihn: „Lalonde ist ein junger Spieler mit viel Potenzial. Er ist ein guter Schlittschuhläufer, der uns mit seiner rechten Schusshand im Powerplay verstärkt und solide in der Abwehr arbeitet.“

## Erfolge und Auszeichnungen
- 2010 Teilnahme am OHL All-Star-Game
- 2010 OHL Third All-Star Team
- 2025 Slowenischer Meister mit dem HK Olimpija Ljubljana

## Karrierestatistik
Stand: Ende der Saison 2024/25

### International
Vertrat Kanada bei:
- Ivan Hlinka Memorial Tournament 2007

(Legende zur Spielerstatistik: Sp oder GP = absolvierte Spiele; T oder G = erzielte Tore; V oder A = erzielte Assists; Pkt oder Pts = erzielte Scorerpunkte; SM oder PIM = erhaltene Strafminuten; +/− = Plus/Minus-Bilanz; PP = erzielte Überzahltore; SH = erzielte Unterzahltore; GW = erzielte Siegtore; 1 Play-downs/Relegation; Kursiv: Statistik nicht vollständig)